# Lymania corallina
Lymania corallina là một loài thực vật có hoa trong họ Bromeliaceae. Loài này được (Beer) Read mô tả khoa học đầu tiên năm 1984.